# 27861 Sudachikako
27861 Sudachikako este o planetă minoră (asteroid), cu un diametru de 5,732 km, din centura de asteroizi. A fost descoperită pe 28 ianuarie 1995 la Kitami Observatory⁠(d) de Kin Endate. 
Obiectul prezintă o orbită caracterizată de o semiaxă mare de 2,5779057 UAi, o excentricitate de 0,17, o înclinație de 12,20939 ° în raport cu ecliptica.